# القيم المرجعية الغذائية
القيم المرجعية الغذائية هو اسم أنظمة المتطلبات الغذائية المستخدمة من قبل وزارة الصحة في المملكة المتحدة والهيئة الأوروبية لسلامة الأغذية التابعة للاتحاد الأوروبي.
في عام 1991، نشرت وزارة الصحة في المملكة المتحدة القيم المرجعية الغذائية للطاقة الغذائية والعناصر الغذائية للمملكة المتحدة.
يعتبر هذه سجلات القيم المرجعية الغذائية التي أوصت بمآخذ غذائية لسكان المملكة المتحدة. ويمكن تقسيمها إلى ثلاثة أنواع:
1- المدخول الغذائي المرجعي (تم تلبية 95٪ من متطلبات السكان)؛
2- متوسط الاحتياجات المقدرة (تم استيفاء 50 ٪ من متطلبات السكان)؛
3- انخفاض الكمية الغذائية الموصى بها (تم استيفاء 5 ٪ من متطلبات السكان).
المدخول الغذائي المرجعي ليس هو نفسه الكمية الغذائية المرجعية (البديل اليومي الموصى به)، على الرغم من أنها غالباً ما تكون متشابهة.

## التوصيات الحالية
يتم تقديم نصيحة عامة للأشخاص الأصحاء باستخدام هذا الجدول. توصي الحكومة بأن على الأشخاص الأصحاء أن يتناولوا غذاء يحتوي على الكثير من النشا (الأرز، الخبز، المعكرونة والبطاطس).
كما توصي بأن يتناول الشخص ما لا يقل عن خمس قطع من الفاكهة أو الخضار كل يوم. يجب أن تؤكل اللحوم، الأسماك والبيض وغيرها من الأطعمة المليئة بالبروتين باعتدال. يجب أيضًا استخدام منتجات الألبان بشكل معتدل. وأخيراً، يجب تناول الملح والدهون المشبعة والسكر ولكن بنسبة قليلة، وقد تم تلخيص هذه النصيحة في دليل eatwell .
هناك بعض الاستثناءات من هذه القواعد تشمل: النساء الحوامل والأطفال الصغار، بالإضافة إلى ذلك، قد يحتاج أولئك الذين لا يتعرضون لأشعة الشمس كثيرََا إلى تناول مكملات فيتامين د.

## مصدر الطاقة
يتم تحديد القيم المرجعية الغذائية أدناه بشكل رئيسي للبالغين. وهي تحدد نسبة كمية الطاقة الكلية للشخص والتي ينبغي أن تأتي من مكونات مختلفة من الطعام، وتشمل الدهون، الأحماض الدهنية، الألياف، النشا والسكريات. هذه القيم لا تنطبق على الأطفال الذين تقل أعمارهم عن خمس سنوات بحيث لا ينبغي فرض مثل هذه القيود.
| العناصر الغذائية                     | متوسط السكان من الطاقة الغذائية            |
| حمض دهني مشبع                        | لا يزيد عن 11٪                             |
| متعدد الأحماض الدهنية غير المشبعة    | 6.5%                                       |
| الأحماض الدهنية الأحادية غير المشبعة | 13%                                        |
| الدهون غير المشبعة                   | لا تزيد عن 2٪                              |
| مجموع الدهون                         | لا تزيد عن 35 ٪                            |
| السكريات الخارجية خارج الحليب        | لا تزيد عن 11٪                             |
| السكريات الحليب الجوهرية والنشا      | 39%                                        |
| مجموع الكربوهيدرات                   | 50٪                                        |
| الألياف مثل السكريات غير النشا       | 18 ٪ [لا ينطبق على الأطفال دون سن الخامسة] |

### الملح
تبلغ كمية الملح حسب الإرشاد  للبالغين حوالي 6 جرام من الملح (حوالي ملعقة شاي واحدة). وتقدر وكالة معايير الأغذية أن معدل تناول الملح هو حوالي 8.6 جرام / يوم.
من المرجح أن النظام الغذائي الغني بالملح يزيد من خطر ارتفاع ضغط الدم، والذي يرتبط بزيادة مخاطر الإصابة بالنوبات القلبية والسكتة الدماغية.
| العمر           | نسبة الملح المنصوص عليها (جرام في اليوم) |
| 6-0 أشهر        | أقل من 1 جرام                            |
| من 7-12 شهر     | 1 جرام                                   |
| 3-1 سنوات       | 2 جرام                                   |
| 6-4 سنوات       | 3 جرام                                   |
| 10-7 سنين       | 5 جرام                                   |
| 11 سنة فيما فوق | 6 جرام                                   |

### البروتينات والفيتامينات والمعادن
تختلف التوصيات الخاصة بالبروتين والفيتامينات والمعادن باختلاف العمر. في الحالات التي يوصى فيها بأخذ معدلات مختلفة للذكور والإناث، ويتم تحديد القيمة الأعلى في الجدول أدناه لضمان الوفاء بأكبر الاحتياجات اليومية للمجموعة:
| العناصر الغذائية             | 3-1 سنوات     | 6-4 سنوات     | 10-7 سنوات    | 14-11 سنة     | 18-15 سنة     | البالغين من 19-50 سنة | البالغين من 50 فيما فوق |
| بروتين                       | 15 جرام       | 20 جرام       | 28 جرام       | 42 جرام       | 55 جرام       | 55 جرام               | 53 جرام                 |
| حديد                         | 7 مليجرام     | 6 مليجرام     | 9 مليجرام     | 14.8مليجرام   | 14.8مليجرام   | 14.8مليجرام           | 9 مليجرام               |
| زنك                          | 5 مليجرام     | 6.5 مليجرام   | 7 مليجرام     | 9 مليجرام     | 9.5 مليجرام   | 9.5 مليجرام           | 9.5 مليجرام             |
| فيتامين A (معدلات الريتينول) | 400 ميكروجرام | 400 ميكروجرام | 500 ميكروجرام | 600 ميكروجرام | 700 ميكروجرام | 700 ميكروجرام         | 700 ميكروجرام           |
| حمض الفوليك                  | 70 ميكروجرام  | 100 ميكروجرام | 150 ميكروجرام | 200 ميكروجرام | 200 ميكروجرام | 200 ميكروجرام         | 200 ميكروجرام           |
| فيتامين C                    | 30 مليجرام    | 30 مليجرام    | 30 مليجرام    | 35 مليجرام    | 40 مليجرام    | 40 مليجرام            | 40 مليجرام              |

### علي مستوى الاتحاد الأوروبي
في الآونة الأخيرة، أثارت القيم المرجعية الغذائية اهتمام الهيئة الأوروبية لسلامة الأغذية، التي تعتزم تمديدها على مستوى الاتحاد الأوروبي. تعتبر الهيئة الأوروبية للرقابة المالية (EFSA) ما يعادل إدارة الغذاء والدواء (FDA) في الولايات المتحدة الأمريكية، وتعمل كجهة رقابية داخل السوق الأوروبية من أجل تأسيس قاعدة مشتركة حول متطلبات سلامة الأغذية والتغذية كذلك.
اجتمعت هيئة سلامة الأغذية الأوروبية في سبتمبر 2009 مع ممثلي الدول الأعضاء من أجل الحصول على وجهات نظرهم بشأن الدهون، الكربوهيدرات، الألياف والماء وكذلك المبادئ التوجيهية الغذائية القائمة على الغذاء، وترى هيئة سلامة الأغذية الأوروبية أنه لا توجد بيانات كافية لتعيين القيم المرجعية الغذائية للسكريات.
يبدو أن العديد من المشاكل في الوقت الحاضر تنبع من وجود القيم الغذائية المرجعية على مستوى الاتحاد الأوروبي بسبب وجود رأي سابق في هيئة سلامة الأغذية الأوروبية حول المبادئ التوجيهية الغذائية القائمة على الغذاء، بهدف التأكيد على الحاجة إلى وجود إرشادات محددة فقط، ضد فرضية منظمة الصحة العالمية. هذا يرجع إلى أنماط غذائية مختلفة للهيئة العامة للرقابة المالية داخل أوروبا ووجود مخططات مثل (إرشادات حول الكميات اليومية)، تشير إلى نفس الموضوع (السعرات الحرارية من مجموعات المغذيات) ولكنها تلقي بظلالها على فعالية القيم الغذائية المرجعية كنظام للسلطات العامة.